# Halton Castle (Northumberland)
 For alternative betydninger, se Halton Castle. (Se også artikler, som begynder med Halton Castle)
Halton Castle er en middelalderfæstning og peel tower tæt ved Hadrians mur i den nordlige del af landsbyen Corbridge i Northumberland i England. Det er en listed building af første grad.
Tårnet nævnes første gang i 1382 og står stadig. Det har fire etager og en kælder med hvælvet loft. I 1400-tallet blev der bygget en herregård på nordsiden af tårnet. Det giver den en T-form. Omkring 1696 blev en stor del af den revet ned af ejeren, John Douglas, og erstattet med den nuværende bygning.
I 1757 ægtede Anne Douglas, der var arving til Halton, Sir Edward Blackett og fæstningen var herefter residens for Blackett-familien.